# El Aguante
El Aguante fue un programa transmitido por TyC Sports desde 1997 hasta 2008 el cual mostraba la Cultura del Aguante de los hinchas y el folclore en el fútbol argentino. Era conducido por Martín Souto y Pablo González. El programa fue descontinuado en 2008 ya que se consideraba que incentivaba la violencia.

## Surgimiento
El Aguante surge en 1996, cuando Martín Souto y Pablo González (conductores) y Mariano López (productor) se encontraban con ideas de hacer un programa relacionado con fútbol y rock, justo en 1995 sale al aire Orsai de Medianoche que era conducido por Gonzalo Bonadeo y Roberto Pettinato, lo cual frustró la creación del programa. Buscando alguna variante surgió el objetivo de hacer un programa solamente de hinchas.
En 1996 hacen la prueba para ver si el programa sale al aire, lo cual terminó sucediendo y en febrero de 1996 sale en la televisión por primera vez.

## Idea y secciones del programa
El programa se basaba principalmente en mostrar diferentes hinchadas no solamente de la Primera División sino también en mostrar de otras categorías como la B Nacional, B Metropolitana etc. y mostraba en general lo que era ser hincha de fútbol (canciones, banderas, pintadas). Había distintas secciones en el programa que eran las siguientes:
- Duelos de Hinchadas: Tal como lo describe el nombre, en ella se reflejaba los duelos de ambas hinchadas en los partidos, era común que se filmen en los partidos con más pica o en distintos clásicos tanto de Primera como de categorías menores.[2][3]
- Himnos del Corazón: En esta sección del programa, era un Top Five de las hinchadas, la cual se ponía en ranking y hacia foco al calor del público; No solamente era habitual ver de equipos de primera, sino también de equipos del ascenso como Deportivo Merlo,[4] Cambaceres etc.
- Raulitos: Mostraban diferentes mujeres a las cuales les hacían distintas preguntas.
- Cantaniño: Hacían cantar a niños canciones de su club.
- Sub-80: Hablaban con personas mayores acerca de anécdotas de las que recuerde de su club.
- Duelo de Palabras: Distintas personas le dejen mensajes al club rival generando racismo y/o xenofobia en algunos casos al frente de la cámara.

No solamente transmitían duelos entre hinchadas Argentinas, sino que en varios casos han transmitido sobre el Clásico uruguayo entre Nacional y Peñarol, del Fútbol Chileno o viajes de hinchadas a lo largo de América como a Ecuador, Brasil entre otros.

## Repercusiones y final deEl Aguante
En medio de tanta repercusión, en 2008, TyC Sports se suma a una campaña en contra de la violencia en el Fútbol Argentino, lo cual no favorece a El Aguante que en un tiempo tendría su última emisión en el cual se aclara que el programa será levantado porque incentivaba a la violencia en las tribunas y volcaba a la gente a un estado de emoción violenta, recordando que en la Argentina el año anterior se había suspendido el público visitante en todas las categorías excepto en Primera División tras el descenso de Nueva Chicago y los graves incidentes que protagonizaron, sumándole también a la muertes que ocurrían en el fútbol Argentino.
El programa siempre fue muy criticado bajo este sentido ya que le daba entidad a las Barrabravas.
En 2015, se encontró un archivo del 2001 sobre el Panadero, encargado de arrojar Gas Pimienta ante los jugadores de River Plate en los octavos de final de la Copa Libertadores 2015 en la cual habla sobre su fanatismo por Boca Juniors.

## Radio
Durante 2010 y 2011 el programa tuvo su versión radiofónica, emitida los sábados a las 11 AM en Rock & Pop.